# F-15E страјк игл
F-15E страјк игл је амерички вишенаменски ловачки авион, двосед, пројектован је 1980. године, за велике долете, велике брзине лета, за самостално дејство без ослањања на пратње или подршку специјалних авиона за електронско ратовање и за ударна дејства у свима временским условима, дању и ноћу. Развијен је, као главни дериват, из основног стандарда F-15 игл, а из њега је произашла варијанта једноседа F-15F страјк игл. Произведено је од 1985. до 2001. године, 237 примерака. Првенствено је намењен за Америчко ратно ваздухопловство, а извезен је и у неке савезничке земље. Уведен је у оперативну употребу у ратна ваздухопловства Америке, Саудијске Арабије, Израела, Јужне Кореје и Сингапура.
Учествовао је у Заливском рату, у оквиру операција савезничких снага НАТО бомбардовања СРЈ, у Авганистану и у интервенцији у Либији. Био је ангажован на обављању задатака удара у дубини територије, на циљеве високе вредности, патролирању, борби у ваздуху, као и у пружању блиске ваздушне подршке коалиционим снагама.

## Развој
Удружени произвођачи Макдонел Даглас и Хјуз желели су, 1979. године, да приватно развију нову ударну верзију F-15. У марту 1981. године, ратно ваздухопловство објавило је програм, за развој побољшаног тактичког ловца, који ће бити замена за F-111. Концепт је предвиђао авион, који је у стању да дејствује у дубини непријатељске територије, без потребе за додатном подршком ловачке пратње или специјалних авиона за електронско ратовање. General Dynamics је конкурисао са концептом General Dynamics F-16XL. Предлог Макдонел Дагласа се односио на варијанту F-15 са два седишта. Ратно ваздухопловство САД се одлучило и закључило уговор са Макдонел Дагласом 24. фебруара 1984. године, за развој F-15E страјк игл. Један од главних разлога ваздухопловства за избор F-15E Страјк игл, у односу на General Dynamics F-16XL, јесу нижи трошкове развоја, за 40%. Други разлози, били су веће могућности F-15E Страјк игл за надградњу и боље преживљавање и његова већа поузданост, са два мотора.
Први лет, прототипа F-15E реализован је 11. децембра 1986. године, а први серијски авион произведен је и достављен је у оперативну употребу у априлу 1988. године. Производња је настављена, све до 2001. године, са завршених 237 примерака, који су испоручени ваздухопловству. Варијанте F-15E, развијене су за Израел (F-15I), Јужну Кореју (F-15K), Саудијску Арабију (F-15S) и за Сингапур (F-15SG).
Радар на F-15E је био APG-70, а од 2010. године, испитује се у лету модернији APG-82, са антеном са активним електронским скенирањем, комбинован је са процесором од APG-79, са авиона F/А-18Е/F супер хорнета. На тај начин добиће се савременији радар за надоградњу на F-15E, што је велики прогрес.
У плану модернизације ратног ваздухопловства САД, замењују се F-15C/D са F-22 раптор, а F-15E и даље остају у својој вишенаменској улози. Страјк игл је најновија варијанта F-15, и има своју доказану улогу за далеко дужи животни век, од ранијих варијанти F-15 игл. Очекује се да F-15E остане у оперативној употреби и до после 2025. године.
Ваздухопловство је наставило традицију, са увођењем наредних генерација бомбардера. Улога бомбардера средње класе, за задатке дубоких продора и удара у брањеној територији, намењена је за авион Страјк игл. F-35 је пројектован, да у перспективи заменити неколико типова борбених авиона, између осталих F-16 фајтинг фалконфа и A-10 тандерболта II. Он такође може преузети више задатака од F-15E, али не све, пошто овај има велику предност у већој носивости и богатијем асортиману оружја.

## Опис пројектних решења
Дефиниција намене авиону F-15E страјк игл, за мисију дубоког продирања и удара на непријатељској брањеној територији је радикално одступање од изворне намене F-15 игл. Изворна дефиниција намене F-15 игл, била је ловачка премоћ у ваздушном простору, без икаквог компромиса са задацима ваздух-земља. Међутим, показало се да је F-15 игл добра основа за модификације и за проширену намену за самосталне ударе по важним објектима, у непријатељској позадини. Његова је велика предност, што је при надоградњи решења за намену ваздух-земља могао задржати практично исти ниво поседованих способности за извршавање задатака ваздух-ваздух, без нарушавања ове способности.
Прототип F-15E је настао са модификацијом двоседа F-15B. Без обзира на своје порекло, F-15E укључује и значајне структурне промене и много снажније моторе. Задња кабина, опремљена је са системима за управљање са наоружањем, посебно са наоружањем ваздух-земља и са одговарајућом авиоелектроником. Тај задњи члан посаде, оператор са оружним системима, користи више екрана показивача, за информације са радара, система за електронско ратовање, ИЦ сензора (индикација разлике загрејаности), параметре лета авиона, статус оружја и могуће претње од разних напада, бира циљеве и прати покретну електронску мапу терена за навигацију. Две ручне команде, користе се за избор нових приказа на екранима и за фокусирање на одређене информације. Приказивање података може се премештати са једног екрана на други, са избором опција из менија приказивања. За разлику од претходних старијих авиона (као што су F-14 Томкет и морнаричка варијанта F-4 Фантом), задња кабина F-15E, опремљена је са сопственом палицом команди лета и ручицом гаса, тако да оператор наоружања може да преузме управљање авионом, мада му је мања прегледност, у односу на пилота у првој кабини.
Од F-15E, захтева се да продре у дубину непријатељске територије, што значи да лети на малој висини са великом брзином, а по потреби и да се задржи на непријатељској територији, у вођењу борбе. За такав профил лета, потребна је велика количина горива, без прираста великог отпора и без смањења асортимана оружја са заузимањем подвесних тачака са вешањем допунских спољних резервоара. Тај проблем је на F-15E специфично решен, са обликованим резервоарима за гориво, који обмотавају бокове трупа и са њим чине заједничко аеродинамичко тело са малим порастом отпора. У овај допунски резервоарски простор стаје 2.800 литара горива, а на њих су постављене 2 х 3 везне тачке, за ношење још допунских шест оружја. Ови резервоари, (омотачи), не одбацују се ни у борби. Слични резервоари, направљени су и за варијанте F-15C/D, у извозним опцијама.
Страјк игл поседује тактички систем за електронско ратовање (TEWS), који интегрише све противмере на оптималан начин: упозорење радарског пријемника, активно ометање радара, пасивно ометања радара (са станиолским листићима и друго) и обезбеђење свеобухватне одбране од детекције и праћења. Овај систем укључује могућност интеграције у спољњи контејнер ALQ-131 ECM, постављен на централни носач, испод трупа авиона.
Инерцијални навигациони систем користи ласерски жироскоп, за континуално праћење положаја авиона, а регистроване податке предаје централном рачунару и другим авионским системима, укључујући и покретне дигиталне карте, у обема кабинама.
Радарски систем APG-70 омогућава откривање циљева у ваздуху и на земљи, на већој удаљености. Једна од особина овог система је да након скенирања циљног подручја, посада може да замрзне карту ваздух-земља, па да пређе на режим ваздух-ваздух, да би скенирали евентуалне претње из ваздуха. Током режима ваздух-тло (земља/море) и лансирања оружја, пилот може да детектује, забрави и гађа циљеве у ваздуху, док оператор истовремено означава циљеве на земљи. APG-70 биће замењен са савременијим AN/APG-82(v)1, са антеном са активним електронским скенирањем. Нови радар AN/APG-82(v)1, почео се испитивати у лету у јануару 2010. године, а његова оперативна употреба се очекује у 2014. години.
При лету на малим висинама, за навигацију и гађање користи се ИЦ систем за ноћ (LANTIRN), постављен споља испод уводника ваздуха у мотор. Овај систем обезбеђује лет на малим висинама, ноћу и у свим временским условима, напад циљева на земљи са прецизним вођењем различитог оружја. Систем LANTIRN даје авиону F-15E изузетну прецизност и ефикасност дејства у свима условима видљивости и метеоролошких прилика. Систем је интегрисан у два спољна контејнера. Видео слика са система LANTIRN приказује се на горњем нишанском приказивачу (HUD). Домет овог система је до 10 km, за детекцију и обележавање циљева за уништавање.
F-15E садржи систем за праћење терена у ниском лету, што омогућава пилоту да безбедно лети на веома малој надморској висини, пратећи сигнале приказане на доњем приказивачу. Овај систем такође може бити повезан са аутопилотом авиона и да се ниски лет реализује са смањеним оптерећењем пилота. При одлучивању за избор овог авиона, за ову намену, са летом на малој висини, било је резерве баш због ниског специфичног оптерећења крила и последичној његовој осетљивости на узбуркану атмосферу, па и већи замор пилота. Са успешним постављеним законима управљања у софтверу аутопилота то је превазиђено.
За дејство ваздух-земља, за авионе ове категорије, F-15E има највећу носивост оружја у Америчком ратном ваздухопловству. То такође не искључује и „ловачко“ наоружање са топом и ракетама, из основне намене авиона (F-15C/D) за самоодбрану.
У експлоатацији F-15E користи се борбени терминал преноса података, што олакшава ситуацију посаде при извршавању задатака, пошто се стално измењују подаци са системом „Линк 16“. Подаци су обезбеђени посади са тренутним приступом без преседана велике количине важних информација, као што су авиони пријатељски, непознати, непријатељи и подаци о лету, кључни параметри, као што су локација, правац лета, надморска висина, и тип авиона. Ови подаци омогућавају посадама авиона да прате једни друге, међусобни положај и статус, без говорне емисије и компромитовања.
Конфигурација авиона F-15E је готово идентична са двоседом F-15D. Међутим, он се знатно разликује са побољшаном конструкцијом, што је повезано са повећањем полетне масе. У поређењу са F-15D, репројектован је за 60%, знатно му је ојачана структура. Значајно су појачане ноге стајних органа. Примењене су кочнице са карбонским дисковима. Ресурс авиона, порастао је на 16.000 часова лета.
Неколико елемената задњег дела трупа и главна врата од стајних органа, израђени су од легуре титанијума, са коришћењем технологије суперпластичног обликовања. То је омогућило скроман пораст простора за смештај мотора већих димензија, без мењања спољне контуре трупа. Обезбеђена је алтернативна могућност уградње мотора Прат енд Витни F100-220 и моћнијих и Џенерал Електрик F110.
Са коришћењем напредне технологије, број компоненти структуре змаја авиона, знатно је смањен, примера ради број закивака је смањен за око 10.000 комада, што је мања маса за 73 kg, поређења ради, то је уштеда за тежину једног члана посаде.
Мотори за првих 134 авиона су Прат енд Витни F100-220, слични онима који се користе на авионима F-15C/D, али су опремљени дигиталним системом за управљање. На авионима, произведеним у августу 1991. године, уграђени су јачи мотори Прат енд Витни F100-229, што је побољшало однос потиска и масе авиона.
Почетком 1989. године, на једном од авиона F-15E уграђен је Двопроточни турбомлазни мотор Џенерал Електрик F110-GE-129, са већим потиском. Међутим, исте године, после испитивања у току 23 лета (у укупном времену трајања од 67 сати), програм је привремено обустављен. Наставак је захтевао промену уводника ваздуха, због специфичности мотора F110-GE-129 и његових захтева напајања са ваздухом. Испитивања су настављена 1993. године, али опет нису добијени жељене резултате. Тренутно, ваздухопловство очигледно не планира да опреми F-15E, са овим мотором и ако се истраживања настављају. Велика уштеда за ваздухопловство би била, када би успели унифицирати моторе за авионе F-15E и F-16 фајтинг фалкон, што и јесте главни мотив и крајњи циљ.

## Оперативна употреба
Званична оперативна употреба авиона F-15 игл, почела је у јануару 1976. године. Тврди се да F-15 игл од тада држи један од најзначајнијих рекорда, да ни један авион из те породице није страдао у борби ваздух-ваздух, док су они оборили 104 противничка ваздухоплова. Половина од тога се односи на ефекат израелског ваздухопловства, са употребом F-15 игла.

### Америчко ратно ваздухопловство
Први произведени F-15E, достављени су 405м тактичком пуку лоцираном у ваздухопловној бази у Аризони, у априлу 1988. године. „Страјк игл“, како је назван, имао је своје прве оперативне задатке 30. септембра 1989. године у 336. ловачком сквадрону у ваздухопловној бази у Северној Каролини.

#### Операције у Заливу
Када је Ирак напао Кувајт, у августу 1990. године, тактички ловачки „сквадрони“ 335. и 336., са авионима F-15E, добили су налоге да се припреме за размештање, недељу дана након инвазије. Ловачки „сквадрон“ 336., прелетео је у ваздухопловну базу у Оману, у трајању од 15 сати лета. Мисија је била спремна, али F-15E није прошао сва оперативна испитивања. Нији било испитано коришћење укупног асортимана наоружања. Посебно, није није било спремно наоружање, потребно за случај супротстављања могућем ирачком нападу на Саудијску Арабију. Авиони F-15E су тренутно били спремни да носе само бомбе Mark 82 од 230 kg и Mark 84 од 910 kg. Док касетне бомбе, које је оружје са предностима у нападима на возила, још нису биле функционално испитане, на подвесним тачкама Страјк игла. Због непотпуне оперативне спремности пилота и авиона F-15E, вршена је и допунска интензивна обука у Оману, током које је и изгубљен један авион са погибијом пилота, 30. септембра 1990. године. Да би били ближи Ираку, два „сквадрона“ F-15E, пребазирани су у децембру, у Саудијску Арабију.
На пет ракетних земаљских положаја балистичких ракета Р-11 (енгл. Scud), у западном Ираку, 17. јануара 1991. године, извршен је напад са 24 авиона F-15E. У току ноћи настављени су удари са новом групацијом, од 21 F-15E. Током тога дела рата, авиони F-15E су ноћу патролирали и тражили мобилне ракетне ирачке лансирне ракетне положаје Р-11, који су били претња суседним земљама. Ови мобилни ракетни лансери су били веома покретни и тешко ухватљиви, после њиховог откривања и лоцирања, најчешће су брзо нестајали пре доласка авиона F-15E. Спровођењем система насумичног бомбардовања, сумњивих простора, са формацијама авиона F-15E, успели су се ирачани спречити у ефикасном маневрисању са мобилним ракетним рампама, за лансирање Р-11 (енгл. Scud).
Приближавајући се аеродрому, формацију авиона Страјк игл, првог дана рата, пратила су три ирачка МиГ-23 и два МиГ-29, то је била прва могућност за F-15E, да уђу у прву борбу ваздух-ваздух. Једно вече, авион F-15E је регистровао топлотни (ИЦ) одраз, о присуству авиона МиГ-29, лансирао је своју ракету, кратког домета AIM-9 Сајдвиндер, али је промашио жељени циљ. Више других F-15E је то исто покушало, али је МиГ-29, успео са маневром да избегне и њихове ракете. Један F-15E и ирачки МиГ-29, међусобно су се супротставили и борбено су маневрисали, у жељи да створе повољну позицију за лансирање своје ракете. Убрзо је у оквиру тога, стигла ракета непознатог порекла. Иста је погодила МиГ-29 и ако је била намењена за обарање америчког F-15E. Још један МиГ-29 је оборен од ирачког авиона, један амерички F-15E био у близини, али се није ангажовао у борбу, из опреза да не угрози амерички F-14 Томкет, који се укључивао у простор сукоба.
У ноћи 17. јануара, при нападу на нафтно постројење, у близини Басре, изгубљен је један F-15E у ирачкој противавионској ватри (рус. Зенитный огонь), пилот је убијен. Две ноћи касније и други F-15E је оборен од ирачке стране са ракетом земља-ваздух С-75 «Двина». Два пилота су касније заробили Ирачани.
Посаде F-15E су описали „Операцију у Заливу“, као најтежу и опасну мисију рата, пошто се тешко бранити од ракета С-125 Нева, 2К12 Куб, Оса (ракетни систем) и Роланд (ЗРК), као и од против-ваздушне артиљерије. Са ударним дејством, четири виона F-15E су уништили 18 ирачких авиона на земљи, у ваздухопловној бази Талил, користећи GBU-12 и CBU-87. Прво успешно дејство ваздух-ваздух F-15E је имао када је оборио хеликоптер Ми-24 14. фебруара. Авиони F-15E, наставили су да „лове“ ракете Р-11 (енгл. Scud), током рата и нападали су брањене циљеве широм Ирака. Они су такође спроводили тајне мисије за ликвидацију Садама Хусеина, са бомбардовањем локација за које се веровало да могу бити место његовог скривања, али у томе није било успеха. Ближио се копнени рат и авиони  почели су све више користити дејства ваздух-земља, за нападе на ирачке тенкове и оклопне транспортере у Кувајту.
Прекид ватре је ступио на снагу 1. марта 1991, после 42 дана тешких борби за авионе F-15E. Брзо су успостављене северна и јужна зона забрањеног лета, изнад Ирачке територије, у циљу спречавања ирачким авионима да представљају претњу снагама коалиције. Упркос томе, ирачки хеликоптери су извршили удар на курдске избеглице, у северном Ираку. Пошто је био на снази прекид ватре, са F-15E се беспомоћно присуствовало призору, како 600 цивила у једном селу, нападају ирачани са хеликоптерима. Авионима F-15E није било дозвољено да отворе ватру и да борбено интервенишу, једино су покушали аеродинамички да поремете лет хеликоптера, са брзим летом близу њиховог главног ротора и да га омету са ваздушном струјом и са изазваном турбуленцијом. Такође су ласерски осветљавали кабине, од ирачких хеликоптера, са намером заслепљивања пилота. Са том технологијом су успели пореметити један хеликоптер и он се срушио. После овог догађаја наређена је забрана летења авиона F-15E, на мањој висини лета од 3.000 m.

#### Операције надгледања зона забрањеног лета над Ираком
Након Заливског рата, у ваздушном простору Ирака, успостављене су две зоне забрањеног лета. Контрола спровођења те одлуке, били су главни задаци америчких и британских авиона. За ту намену, авиони F-15E из 494г ловачког „сквадрона“ („Црни пантери“), распоређени су 1993, 1994. и 1997. године, у Турској. Исто тако, 492и ловачки „сквадрон“ („Матадори“) распоређен је 1995, 1996. и 1997. године. Нешто иза њих распоређени су и авиони F-15E 391г ловачког „сквадрона“ и они су сви заједно извршавали борбене задатке, током наредне деценије. У јануару 1993. године, гађали су мању групу ирачких циљева, после прекршаја споразума. Циљеви су били ракетни положаји С-125 Нева. После неколико дана, десет авиона F-15E, учествовали су у другом задатку кажњавања прекршаја споразума. Већи део времена и задатака авиона F-15E, управо је била подршка те природе. Добијали су те задатке због своје велике носивости разног оружја, флексибилности посаде и добре интеграције у јединствен систем са „Аваксом“ (енгл. airborne early warning and control (AEW&C)). У оквиру тога система обавештавања и командовања, авиони F-15E су у току патролних летова добијали задатке и податке о циљевима, посаде су доносиле одлуке и уништавали их.
Током наредне три године, била су минимална кршења зоне забрањеног лета. Ирак је постепено повукао своје снаге, а 1997. године, Турска је званично одобрила америчким снагама базирање у својим ваздухопловним базама. У децембру 1998. године, спроведена је операција „Пустињска лисица“, пошто је Ирак одбио инспекцију оружја за масовно уништавање.
На дан 28. децембра 1998. године, три авиона F-15E, сваки са по две GBU-12 од 500 килограма (прецизно вођено оружје), погодили су положаје С-125 нева, њихов радарски систем и командно место.
После операције „Пустињска лисица“, Ирак је појачао кршења забране лета у одређеном делу свога ваздушног простора и следила је снажна казна коалиције, према раније припремљеним плановима, са дејством авиона F-15E. Борбени удари ваздух-земља трајали су око 105 дана. Између 24 и 26. јануара 1999. године, авиони F-15E су употребили неколико ракета AGM-130 и вођених бомби GBU-12, на ракетне положаје у северном Ираку, у близини Мосула.
За ову врсту задатака и намене, тактичке подршке и удара по важним појединачним циљевима, авион F-15E се показао да је најпогоднији од свих расположивих. Првенствено је имао предност, са великом носивошћу широког асортимана савременог оружја.

#### Операције на простору бивше Југославије
У августу 1993. године, после резолуције Савета безбедности УН о забрани лета свима летелицама, изнад Босне и Херцеговине, осим у случају посебног одобрења од УН, авиони F-15E из 492. и 494. ловачког „сквадрона“, распоређени су у Авијано у Италији. До краја 1993. године, НАТО је наредио дејство F-15E против српских циљева у Хрватској, по аеродрому Удбина. Осам F-15E наоружаних са GBU-12, требало је да нападне 2K12 Куб, као и 30 базираних авиона за подршку (Ј-22 Орао и Ј-21 Јастреб). Напад је отказан средином лета, а у децембру исте године, F-15E су одређени да униште неколико положаја ракетних система С-75 Двина, на отвореним локацијама, пошто су дејствовали против британских Харијера (енгл. British Aerospace Sea Harrier). У августу 1995. године, 90. ловачки „сквадрон“ придружио се двама раније распоређеним са F-15E. Ловачки „сквадрони“ 492. и 494., имали су преко 2.500 летова, у току мисије контроле забране лета. Авиони F-15E су 30. августа и 31. августа, напали са GBU-10 и GBU-12, српске положаје око Сарајева. Бомбардовано је са GBU-12 и 5. септембра, а посебно четири дана касније. Први пут су F-15E дејствовали са GBU-15. Са тим бомбама су бомбардовани српски положаји и око Бање Луке.
У току развоја кризе, њене кулминације у почетак НАТО агресије, цео простор СРЈ и шире, је био под сталним електронским „кишобраном“, осматран и ометан. Систем НАТОа је био заснован на стченим искуствима заливског рата, на принципу потпуне контроле дела ваздушног простора Балкана (посебно СРЈ), са извиђачким сателитима, са авионима AWACS, са сталним дежурством више десетина најсавременијих борбених авиона у ваздушном простору и са електронским системима стационираним на бродовима на Јадрану и у копненим базама у окружењу. У марту 1999. године, ангажовано је 26 авиона F-15E, из 492. и 494. ловачког „сквадрона“, за први напад против српских ракетних система земља-ваздух и против система раног упозоравања. Авиони F-15E су били распоређени у Авијано у Италији и у Уједињеном Краљевству, са првенственом наменом за блиску ваздушну подршку НАТО агресије, што је било у плану. У већини мисија, F-15E је носио мешовито наоружање ваздух-ваздух и ваздух-земља, тако да је могао да извршава обе групе задатака, у току једног лета. Патролирао је у ваздушном простору, а затим је пре повратка у базу бацао бомбе на циљеве и ако је имао потребу ступао је у „ваздушну борбу“ (вишенаменски приступ примене борбеног авиона).
Највећа претња НАТО авионима, били су југословенски мобилни ракетни системи. Групације авиона F-15E, уважавале су ове претње, са веома опрезним прилазима у својим задацима, имајући у виду већ неколико значајних губитака НАТО авиона, пре свега F-117, који је оборен током агресије.
Када је опасност била превелика, или када су били потребни посебни ефекти, коришћено је посебно прецизно оружје као што је вођена ракета ваздух-земља AGM-130, са дејством на великим дистанцама, са великом прецизношћу уништавања циља. Веома је скупо оружје AGM-130 (900.000 $). Користи се само против одређених „исплативих“ циљева, са њим се управља на целој његовој путањи и са великом вероватноћом се погађа циљ. Авион F-15E носи две вођене ракете AGM-130. Са њом је погођен југословенски мост и путнички воз, у току НАТО агресије. Тада је погинуло 14 цивила, а велики број је повређен. Такође су, са тим ракетама, уништена и два југословенска авиона МиГ-29, на земљи.

#### Операције у Авганистану
После напада 11. септембра 2001. године, 391. ловачки сквадрон „Дебљи Тигрови“ стационирао се у ваздухопловној бази у Кувајту. Јединица је била предвиђена за учешће у Операцији Јужни сат, у Ираку, али је промењена одлука, да подржавају операцију „Трајна слобода“. Током првог напада F-15E су наишли на слаб отпор, циљеви су били војне зграде, талибанска складишта, пећине и Ал Каидини кампова за обуку. Коришћене су по дбе вођене ракете AGM-130 и бомбе GBU-15 од 910 kg, а било је и прво борбено искуство са GBU-15. Бомбе GBU-24 и GBU 28 коришћене су против утврђених циљева, командних места и улаза у пећине. F-15E су најчешће функционисали у удвојеном лету, заједно са удвојеним авионима F-16 Фајтинг Фалкон. За неколико недеља готово да су сви циљеви били уништени и било је тешко наћи нове потенцијалне. Талибани су користили преносне ракете земља-ваздух Стрела 2 и FIM-92 стингер, које нису представљале никакву опасност за америчке авионе, који су летели на висини изнад њиховог домета (изнад 2.100 m), а стационарни ракетни системе били су уништени још у раној фази мисије.
После три недеље, авиони су летели по позиву за подршку савезничких копнених снага, у којој је F-15E обично користио бомбе MK-82 и GBU-12, али и друго оружје, а током једне мисије користио је GBU-28, две GBU-24 и шест GBU-12 и све је одбацио. Најчешће мете током остатка рата, били су жива сила, возила и конвоји. У више случајева авиони F-15E су користили и топ. Током три месеца борбене употребе, у циљу подршке копнених снага, четири авиона 391г ловачког „сквадрона“ спровели су најдужу мисију ловаца у историји, она је трајала 15,5 часова у области циљева, примили су гориво у лету, 12 пута у току мисије. Два авиона F-15E, напали су команду талибана, које је било смештено у две зграде. Ловачки „сквадрон“ 391и, замењен је у мисији са 335и, 7. јануара 2002. године.
После размештања, 4. марта, авиони F-15E су пружили подршку у операцији „Аноконда“. Тада је први пут F-15E полетео на позив за блиску ваздушну подршку, уништавајући положаје, склоништа и живу силу талибана.
Посебно су имали проблеме у подршци угроженој посади срушеног америчког хеликоптера CH–47 Чинук, за које је претила опасност од заробљавања од талибана, у току ноћи.
Догодио се инцидент 23. августа 2007. године, када је позван F-15E, за блиску ваздушну подршку на северозападу Авганистана. Тада је грешком бачена бомба од 230 kg на британске снаге, убивши три војника. Касније је утврђено да је британски припадник ваздухопловства, дао погрешне координате локације.
Једном авиону F-15E, 13. септембра 2009. године, постављен је задатак, да са ракетом AIM-9 Сајдвиндер обори беспилотни авион MQ-9 Репер, који је летео преко северног Авганистана. Оператери су, из непознатог разлога, изгубили управљање са њим, а авион F-15E је послат да га обори, да исти не би напустио Авганистан и однео снимљене податке.

#### Операција „Ирачка слобода“
Крајем 2002. године, напетост је кулминирала, са оптужбама Ирака о поседовању оружја за масовно уништење. Као војно реаговање на кризу, послат је 336и ловачки сквадрон у Персијски залив, да се први распореди у ваздухопловној бази у Катару. Између 11. јануара и 17. јануара 2003. године, 24 авиона од распоређених, почели су припреме које су обухватале централно планирање комбиноване ваздухопловне операције у бази у Саудијској Арабији. Авиони 336г ловачког сквадрона, нису летели све до 27. јануара, када су владе САД и Катара закључили споразум о дозволи за летење. F-15E су тада почели да лете у мисијама подршке Операцији Јужни сат, углавном у задацима надзора и извиђања, као и у мисијама упозорења за напад, што у основи значи да су посаде симулирале и увежбавале извршавање задатака против потенцијалних мета у Ираку, а за случај потребе увек су могли и да изврше задатак. Увежбавали су процедуре, поступке и упознавали су област потенцијалног борбеног дејства. Посебно је увежбавана сарадња са авионима „Авакс“ (енгл. An airborne early warning and control (AEW&C)) и лет преко непријатељске територије. Током стварне операције авиони F-15E, напали су циљеве на југу и западу Ирака, радаре, радио-релејне станице, комуникације, командна места и положаје противваздухопловне одбране. Једне ноћи четири F-15E, дејствовали су са GBU-24 проти ирачке гарде, док је друга формација од четири авиона дејствовала са GBU-10 у сектору противваздухопловне одбране штаба.
Крајем фебруара 336и ловачки „сквадрон“, добио је додатна појачања у посадама и јединица је тада имала 150 пилота и оператора, многи од њих су били из састава два преостала „сквадрона“ пука, који нису били лоцирани на томе простору. Са двоструким бројем, међусобно заменљивих посада, авиони 336г ловачког „сквадрона“, имали су изузетно велики дневни налет и напрезање. Постављен је приоритетан циљ, да се брзо неутралише ирачка противваздухопловна одбрана и целе њихове ваздухопловне снаге, распоређене у близини границе са Јорданон, тако да би F-16 и специјалне снаге са хеликоптерима из Јордана могле лакше да дејствују, у почетном делу рата. Неколико радарских и радио-релејни система били су веома савремени, у западном Ираку у близини аеродрома. Током ове мисије, авиони коалиције су жестоко нападани са ирачком противваздухопловном артиљеријом.
Тачан датум када је почео рат за посаде F-15E није прецизно познат, због различитости ангажовања, правила и примене критеријума. У тренутку када је F-117 Ноћни јастреб бацио бомбе на Багдад, на кућу Садама Хусеина, 19. марта, верује се да је приближно тада и F-15E бомбардовао са GBU-28 околину аеродрома, а и други F-15E су већ почели дејствовати. Рат је мање више интензивно почео са становишта већих ефеката, 20. марта, када су авиони  почели интензивно дејствовати са AGM-130, по кључним комуникацијама, командним и контролним објектима и важним циљевима у Багдаду. Авиони F-15E су подржавали, а и били су навођени од специјалних снага у дубини територије Ирака. Ових мисија је било веома мало, а у њима су учествовале само посаде ветерана F-15E.
Пилоти F-15E, грешком су заменили циљ. За амерички ракетни систем M270 (енгл. M270 Multiple Launch Rocket System) помислили су да је ирачки и на њега су бацили ласерски вођену бомбу од 230 kg, убивши три и ранивши пет других својих војника.
У априлу 2003. године, командант јединице F-15E, забранио је критичне мисије подршке специјалних снага. То је следило када је авион F-15E  88-1694 бомбардовао циљеве, у околини Тикрита и када је пао, а посада је изгинула.
Процене су да је током рата, F-15E имао 60% од укупних ефеката уништавања снага ирачке „Републиканске гарде Медина“ (енгл. Medina Republican Guard). F-15E су погодили 65 мешовитих циљева на терену, и при томе уништили су кључне снаге противваздухопловне одбране и командне зграде, које су открили у току лета у дубини територије и у добро заштићеним подручјима око Багдада.
Средином 2003. године, 335и и 336и ловачки „сквадрони“ враћени су у своје матичне базе у Америци, а 494и ловачки „сквадрон“ је остао да и даље пружа подршку.
Стационирани F-15E у Саудијској Арабији
| Авиони F-15E Страјк игл, 335г ловачког „сквадрона“. | Авиони F-15E Страјк игл, 335г ловачког „сквадрона“. | Авиони F-15E Страјк игл, 335г ловачког „сквадрона“. |
| Сер.                                                | Коментар                                            | Слика                                               |
| --------------------------------------------------- | --------------------------------------------------- | --------------------------------------------------- |
| 87-0178                                             | Коман. авион                                        | [ мртва веза ]                                      |
| 87-0198                                             | 45 мисија                                           |                                                     |
| 87-0199                                             |                                                     |                                                     |
| 87-0200                                             | 54 мисије                                           |                                                     |
| 87-0207                                             |                                                     | [ мртва веза ]                                      |
| 87-0208                                             |                                                     |                                                     |
| 87-0209                                             |                                                     | 2                                                   |
| 88-1671                                             |                                                     |                                                     |
| 88-1672                                             |                                                     |                                                     |
| 88-1674                                             |                                                     |                                                     |
| 88-1683                                             | 49 мисије                                           | [ мртва веза ] [ мртва веза ]                       |
| 88-1686                                             | 52 мисије                                           | [ мртва веза ]                                      |
| 88-1688                                             |                                                     |                                                     |
| 88-1689                                             | Оборен је 18/1/91, посада је погинула.              |                                                     |
| 88-1694                                             |                                                     |                                                     |
| 88-1698                                             | 43 мисије                                           | [ мртва веза ] [ мртва веза ] [ мртва веза ]        |
| 88-1708                                             | 45 мисија                                           | [ мртва веза ]                                      |
| 89-0471                                             |                                                     |                                                     |
| 89-0473                                             | 42 мисије                                           |                                                     |
| 89-0476                                             | Оборен је                                           | [ мртва веза ]                                      |
| 89-0485                                             |                                                     | [ мртва веза ] [ мртва веза ] [ мртва веза ]        |
| 89-0487                                             |                                                     |                                                     |
| 89-0489                                             | 39 мисија                                           | [ мртва веза ]                                      |
| 89-0499                                             | 39 мисија                                           | [ мртва веза ] [ мртва веза ]                       |
| 89-0501                                             |                                                     |                                                     |

| Авиони F-15E Страјк игл, 336г ловачког „сквадрона“. | Авиони F-15E Страјк игл, 336г ловачког „сквадрона“. | Авиони F-15E Страјк игл, 336г ловачког „сквадрона“. |
| Сер.                                                | Коментар                                            | Слика                                               |
| --------------------------------------------------- | --------------------------------------------------- | --------------------------------------------------- |
| 87-0182                                             | Коман. авион                                        |                                                     |
| 87-0183                                             |                                                     | [ мртва веза ]                                      |
| 87-0196                                             |                                                     | [ мртва веза ]                                      |
| 87-0201                                             |                                                     |                                                     |
| 87-0203                                             | Срушио се на обуци 30/9/90, посада погинула.        |                                                     |
| 87-0204                                             |                                                     |                                                     |
| 88-1667                                             |                                                     |                                                     |
| 88-1675                                             |                                                     |                                                     |
| 88-1676                                             |                                                     | [ мртва веза ]                                      |
| 88-1691                                             |                                                     | [ мртва веза ]                                      |
| 88-1692                                             | Оборен са С-75 Двина 19/1/91, посада спашена.       | [ мртва веза ] [ мртва веза ]                       |
| 88-1697                                             |                                                     | [ мртва веза ] [ мртва веза ] [ мртва веза ]        |
| 89-0502                                             |                                                     | [ мртва веза ]                                      |
| 89-0505                                             |                                                     | [ мртва веза ]                                      |

#### Операција „Одисејева зора“
Након усвајања резолуције број 1973, 17. марта 2011. године, у Савету безбедности Уједињених нација, у оквиру америчке авијације и 10 авиона F-15E су распоређени да спроводе забрану летења, у либијском ваздушном простору, као део операције Одисејева зора. Дана 21. марта 2011. године, F-15E Страјк игл № 91-304 срушио се у Либији, у близини Бенгазија. Оба члана посаде су се спасила, са катапултирањем на територији побуњеника.

### Израелско ваздухопловство
Израелско ратно ваздухопловство, увело је у оперативну употребу авионе F-15I, у „ударну“ ескадрилу № 69, која је раније била наоружана са F-4 Фантомима. F-15I, имали су прву борбену мисију у Либану 1. јануара 1999. године. Наоружани су са: AIM-9L Сајдвиндер, Rafael Python 4 и Rafael Python 5 ИЦ самонавођене ракете, а средњегдомета AIM-7 Спероу и AIM-120 AMRAAM радарски вођене ракете. Python 4 се може лансирати на до 90 степени у односу правац према циљу, пилот користећи слику на визиру кациге, као нишан. За борбу на дистанци, могу се користити ракете AIM-7 Спероу или AIM-120.
Израел је објавио своју намеру 1999. године, да жели набавити више ловачких авиона F-15I. Међутим, била је најављена и могућност закључења уговора за F-16I, што је специјализована верзија F-16 Фајтинг Фалкона.

### Ваздухопловство Саудијске Арабије
Почетком новембра 2009. године, ваздухопловство Саудијске Арабије са авионима F-15 и са Торнадима, дејствовали су против јеменских побуњеника, у северном региону града Сада. Ово је први пут од Заливског рата 1991. године, да је Саудијско ваздухопловство учествовало у војној операцији преко непријатељске територије.
Саудијска Арабија је тражила 84 авиона F-15SA и надоградњу својих F-15S на стандард F-15SA, као и пратећу опрему и оружја кроз увоз, у октобру 2010. године. Саудијска варијанта варијанта F-15SA обухвата радар APG-63(v)3, са активним електронским скенирањем, дигитални систем за електронски рат (DEWS), инфрацрвени систем за претраживање и праћење, као и друге напредне системе.

## Варијанте

### F-15Е
је двосед, за све временске услове, са великим долетом, ударни и јуришни бомбардер за Америчко ратно ваздухопловство. Укупно 237 примерака, произведени су од 1985. до 2001. године.

### F-15I
За израелско ваздухопловство, F-15I је развијен као стандард, од F-15Е. Исто је двосед, са два мотора Прат енд Витни F100-PW-229, оспособљен је за специфична ударна дејства.
После Заливског рата 1991. године, у коме су израелски градови били нападани са ракетама Р-11 (енгл. Scud), са територије Ирака, израелска влада је одлучила да обезбеди ове авионе. Израел је 1993. године, поставио захтев за понуде ваздухопловним фирмама за производњу новог израелског ловца по својој дефиницији. Локид Мартин је понудио верзију F-16 Фајтинг Фалконс, а Макдонел Даглас понудио и F/A-18 Хорнет и F-15E. Израелска влада, објавила је 27. јануара 1994. године, да намерава да купи 21 примерак F-15E. По израелским захтевима F-15E је модификован на стандард F-15I. Влада САД одобрила је, 12. маја 1994. годину, извоз до 25 авиона F-15I у Израел. У новембру 1995. године, Израел је купио још 4 авиона F-15I, доводећи у склад постављени амерички лимит. Укупно 25 авиона F-15I, произведено је у периоду од 1996. до 1998. године.

#### Модификације F-15I, у односу на F-15E
У суштини F-15I је веома сличан F-15E, осим у неким деловима авионских система, посебно прилагођених да задовоље израелске захтеве. Да би се побољшала способност за ноћне ударе, F-15I су у почетку опремљени подвесним контејнерима са израелског F-16 Фајтинг Фалкона. Ова опрема је са слабијим карактеристикама од америчких решења, контејнера са LANTIRN, што није дозвољено за извоз. Још се једино разликују у томе што Американци нису испоручили и уређај о упозорењу радарског осветљења, те су израелци уградили свој. Све остало је идентично између F-15I и F-15E. Уграђен је централни рачунар и ЏПС (GPS/INS) систем. Сви сигнали са сензора авиона преносе се на екран и слику на визиру шлема пилота, дајући тако и члановима посаде ефикасан механизам гађања циљева, који чак ни F-15E не поседује. Радар APG-70 генерише квалитетну мапу терена, обезбеђује оштру слику, без обзира на временске прилике и светлост. Омогућава да се лоцирају тешко уочљиви циљеви, као што су камуфлирани ракетни системи, тенкови и објекти, по дану и по ноћи. Радар може да открије циљ величине великог авион на удаљености и до 280 km, а величине ловца до 100 km.

### F-15К
F-15К Слам игл (корејски: F-15К 슬램 이글) је напредни дериват од F-15Е, испоручен и уведен у оперативну употребу у ратно ваздухопловство Републике Кореје. Одређене главне компоненте авиона испоручују Американци, а остале производе корејска предузећа, по споразуму по систему контра испорука.
У жестокој конкуренцији између Рафала, Тајфуна и Су-35, корејско ваздухопловство је изабрало F-15К, 2002. године. Укупно је обезбеђено 40 авиона, са почетком испоруке у 2005. години.
Корејска влада је саопштила одлуку 25. априла 2008. године, о набавци допунске количине тих авиона у нивоу од 2,3 милијарде US$. Испорука ових авиона је уговорена за период између 2010. и 2012. године. За разлику од прве испоруке авиона F-15К, ова друга ће бити опремљена моторима Прат енд Витни F100-PW-229 (EEP). Четрдесет и шест мотора биће произведено, по лиценци у фирми Самсунг у Јужној Кореји, у оквиру чега су и контра испоруке.

#### Модификације F-15К, у односу на F-15E
Варијанта F-15К има савременије опције, у односу на F-15E, као што је систем за инфрацрвено претраживање и праћење AAS-42, систем за електронско ратовање је мање масе и смањује могућност ометања, кабина је интегрисана са уређајем за ноћно осматрање, радар је адаптиван за надоградњу антене са електронским скенирањем. F-15К поседује интегрисану кацигу са нишаном у визиру, са којом се може дејствовати са више врста оружја, као што су AGM-84K SLAM-ER ATA, AGM-84H Харпун блок II, и JASSM. Поседује моторе Џенерал електрик F110-GE-129 са већим потиском (131 kN) у односу на базни авион F-15E.

### F-15S
је варијанта F-15E, која је испоручена ваздухопловству Саудијске Арабије у другој половини 1990. године. Саудијска Арабија је желела да добије F-15F, то јест Страјк игла са једним седиштем. Саудијска Арабија је настојала да обезбеди 24 авиона F-15F, али је тај уговор блокиран од стране америчког Конгреса. F-15S је готово идентичан са америчким F-15E, једина је значајна разлика у перформансама радара AN/APG-70.
У октобру 2007. године, Џенерал електрик је најавио уговор са Саудијском Арабијом за 65 мотора F110-GE-129 (131 kN) за авион F-15S. Вредност уговора је била преко 300 милиона УСА $.

### F-15SG
Авион F-15SG (раније је имао ознаку F-15Т) је варијанта F-15E, намењен је за ваздухопловство Сингапура, после седам година пробног периода, који укључује коришћење пет борбених авиона. F-15SG изабран је 6. септембра 2005. године, у ужи избор заједно са Рафалом.
F-15SG је сличан конфигурацијиF-15К, Јужне Кореје, али се разликују у додатку радарске антене за активно електронско скенирање. F-15SG ће бити упоредив по моторима F110-GE-129.
Америчка влада је 22. августа 2005. године, је предложила Конгресу потенцијалну повезану војним продају оружја, логистике и обуке у случају да F-15 Игл буде изабран од стране Сингапура. Пошто је потврђена куповина авиона F-15SG, може се претпоставити да ће са Сингапуром бити остварена сарадња у пуном предложеном пакету за оружје и комплетну логистику, вредну за више од 741 милиона УСА $. У овај пакет, је укључено оружје AIM-120C и AIM-9X, GBU-38 JDAM, као и AGM-154 JSOW ваздух-тло. Наочаре за ноћно летење и терминали за линк 16.
Сингапурско Министарство одбране је донело одлуку 22. октобра 2007. године, за куповину још осамF-15SG авиона, што је део првобитног уговора потписаног 2005. године. Укупно је купљено 24 авиона, а први F-15SG је произведен 3. новембра 2008. године. Испорука је почела у другом кварталу 2009. године, а завршиће се до 2012.
У јулу 2010. године, најмање 12 су испоручени.

### Варијанте као предлози за извоз
је 1990. године, предложена је као верзија F-15E за извоз у Грчку, која је усаглашена за министарством одабране грчке, међутим грци су ипак на крају изабрали новог F-16 Фајтинг Фалкона и Миража 2000-5.
F-15G је верзија двоседа са наменом да замени F-4G у сузбијању непријатељске ваздушне одбране. Варијанта F-15G је анализирана у 1986. години. Предлог се односио на модификацију F-15C за ту опцију, у периоду 1994—1995. године, али је коначно за ту намену изабран F-15C, са одређеним модификацијама.
F-15SE Силент игл је даље развијена верзија F-15E, где су коришћена решења пете генерације борбених авиона, као што је интерно кретање и вођење оружја и радарско-упијајући материјал.

## Корисници
| Корисници авиона F-15E Страјк игл     | Корисници авиона F-15E Страјк игл | Корисници авиона F-15E Страјк игл                                       | Корисници авиона F-15E Страјк игл               |
| Варијанте                             | Број                              | Корисници                                                               | Илустрација, корисника авиона F-15E Страјк игл. |
| ------------------------------------- | --------------------------------- | ----------------------------------------------------------------------- | ----------------------------------------------- |
| F-15E                                 | 223                               | САД, Америчко ратно ваздухопловство. 2018.}}                            | Илустрација, корисника авиона F-15E Страјк игл. |
| F-15S                                 | 72                                | Саудијска Арабија                                                       | Илустрација, корисника авиона F-15E Страјк игл. |
| F-15I                                 | 25                                | Израел                                                                  | Илустрација, корисника авиона F-15E Страјк игл. |
| F-15K                                 | 40                                | Јужна Кореја                                                            | Илустрација, корисника авиона F-15E Страјк игл. |
| F-15SG                                | 24                                | Сингапур                                                                | Илустрација, корисника авиона F-15E Страјк игл. |
| {\displaystyle \sum }F-15Е Страјк игл | 400                               | Сматра се да је укупно, из целе породице F-15, у употреби 1 630 авиона. | Илустрација, корисника авиона F-15E Страјк игл. |

## Удеси
Током оперативне употребе авиона  Страјк игл, било је неколико његових удеса, који нису последица борбених дејстава непријатеља.
- Близу Тикрита, у Ираку, 7. априла 2003. године, авион F-15E № 88-1694, срушио се, а оба пилота су погинули.[57]
- Авион Јужне Кореје F-15K је пао, 7. јуна 2006. године, у току тренажног ноћног лета, у симулирању пресретања. Погинула су оба пилота. После истраге, званично је саопштено да су пилоти изгубили свест, током прекорачења оптерећења у маневру. Јавност ову верзију није прихватила, пошто су пилоти били искусни ветерани.[58]
- У току операције Одисејева зора, у Либији у близини Бенгазија, 22. марта 2011. године, срушио се F-15E № 91-0304, наводно због механичког квара. Оба члана посаде безбедно су се катапултирала и евакуисана су од стране америчких снага.[29]

## Карактеристике

### Опште
- посада= 2
- дужина= 19,43
- размах= 13,05
- висина= 5,63
- површина= 56.5
- аеропрофили= NACA 64A006.6 у корену, NACA 64A203 на крају
- маса празан= 14 300
- максимална маса= 36 700 kg[1][5]

### Погон
- мотор= Прат енд Витни F100-229
- тип мотора= Двопроточни турбомлазни мотор
- број мотора= 2
- потисак са допунским сагоревањем= 129 kN[5]

### Перформансе лета
- максимални Махов број= 2,5+
- максимална брзина= 2 660+
- максимални долет= 3 900
- плафон= 18 290
- брзина пењања= 15 239 m/min[1][5]

### Остало
- споља носи 3× контејнера или резервоара горива
- раdar= APG-63 и APG-70[59]
- контејнер за откривање циљева=
- противмере=
  - -131 pod[60]
  - -76 или AN/APX-119[61]
  - -128[60]
  - -56[62]
  - -135[60]
  - -45[5][63]

### Наоружање
Авион F-15E Страјк игл, поседује 11 линија спољњег подвешавања терета. У чланку F-15 игл, у упоредној табели ношења спољних терета, за варијанте, приказане су и типичне комбинације ношења на свима тачкама подвешавања на авиону F-15E Страјк игл. Искуство са учешћем овог авиона у описаним ратовима, искристалисало је ефикасне комбинације за најчешће врсте задатака и напада на карактеристичне циљеве. Те искуствене комбинације ношења оружја, приказане су у наредним табелама.
- топ= 1× калибар 20 mm M61 Вулкан катлинд, бојеви комплед 510 граната.
- подвешавање= 2 крилна носача, трупни носачи, за бомбе ракете и резервоаре горива
- носивост= 10 500
- бомбе:
  - B61 нуклеарна бомба
  - Mark 82 бомба
  - Mark 84 бомба
  - CBU-87 Комбиновани ефекти муниције
  - CBU-89 Касетна
  - CBU-97 Оружје са сензором
  - CBU-87 Комбиновани ефекти муниције
  - CBU-104 касетна
  - GBU-10 Павивеј II
  - GBU-12 Павивеј II
  - GBU-15
  - GBU-24 Павивеј III
  - GBU-27 Павивеј III
  - GBU-28
  - GBU-31 JDAM
  - GBU-38 JDAM
  - GBU-39 Бомбе малих димензија
  - GBU-51 Павивеј II
  - GBU-54 Ласер JDAM
- ракете:
  - ваздух-ваздух:
    - 4× AIM-9M Сајдвиндер или 4× AIM-120 AMRAAM
    - 4× AIM-7M Спероу или 4× AIM-120 AMRAAM

  - ваздух-тло:
    - 6× AGM-65 Маверик
    - AGM-130
    - AGM-84 Харпун
    - AGM-154 JSOW
    - AGM-158 JASSM[64]

| „Лидер“ комбинација наоружања авиона F-15E Страјк игл, за лов ракетних система Р-11 (енгл. ). | „Лидер“ комбинација наоружања авиона F-15E Страјк игл, за лов ракетних система Р-11 (енгл. ). | „Лидер“ комбинација наоружања авиона F-15E Страјк игл, за лов ракетних система Р-11 (енгл. ). | „Лидер“ комбинација наоружања авиона F-15E Страјк игл, за лов ракетних система Р-11 (енгл. ). | „Лидер“ комбинација наоружања авиона F-15E Страјк игл, за лов ракетних система Р-11 (енгл. ). | „Лидер“ комбинација наоружања авиона F-15E Страјк игл, за лов ракетних система Р-11 (енгл. ). | „Лидер“ комбинација наоружања авиона F-15E Страјк игл, за лов ракетних система Р-11 (енгл. ). | „Лидер“ комбинација наоружања авиона F-15E Страјк игл, за лов ракетних система Р-11 (енгл. ). | „Лидер“ комбинација наоружања авиона F-15E Страјк игл, за лов ракетних система Р-11 (енгл. ). | „Лидер“ комбинација наоружања авиона F-15E Страјк игл, за лов ракетних система Р-11 (енгл. ). | „Лидер“ комбинација наоружања авиона F-15E Страјк игл, за лов ракетних система Р-11 (енгл. ). | „Лидер“ комбинација наоружања авиона F-15E Страјк игл, за лов ракетних система Р-11 (енгл. ). | „Лидер“ комбинација наоружања авиона F-15E Страјк игл, за лов ракетних система Р-11 (енгл. ). | „Лидер“ комбинација наоружања авиона F-15E Страјк игл, за лов ракетних система Р-11 (енгл. ). |
| Део авиона{\displaystyle \ \rightarrow }                                                      | Крило                                                                                         | Крило                                                                                         | Крило                                                                                         | Рез. гор.                                                                                     | Труп                                                                                          | Усисник                                                                                       | „Стомак“                                                                                      | Усисник                                                                                       | Труп                                                                                          | Рез. гор.                                                                                     | Крило                                                                                         | Крило                                                                                         | Крило                                                                                         |
| --------------------------------------------------------------------------------------------- | --------------------------------------------------------------------------------------------- | --------------------------------------------------------------------------------------------- | --------------------------------------------------------------------------------------------- | --------------------------------------------------------------------------------------------- | --------------------------------------------------------------------------------------------- | --------------------------------------------------------------------------------------------- | --------------------------------------------------------------------------------------------- | --------------------------------------------------------------------------------------------- | --------------------------------------------------------------------------------------------- | --------------------------------------------------------------------------------------------- | --------------------------------------------------------------------------------------------- | --------------------------------------------------------------------------------------------- | --------------------------------------------------------------------------------------------- |
| {\displaystyle \ \downarrow }Место{\displaystyle \ \rightarrow }                              | Крај                                                                                          | Средина                                                                                       | Корен                                                                                         | Бок рез.                                                                                      | Дно                                                                                           | Испод                                                                                         | Испод                                                                                         | Испод                                                                                         | Дно                                                                                           | Бок рез.                                                                                      | Корен                                                                                         | Средина                                                                                       | Крај                                                                                          |
| Напред{\displaystyle \ \rightarrow }                                                          | AIM-9M                                                                                        | Рез. гор.                                                                                     | AIM-9M                                                                                        |                                                                                               | GBU-10 B/C                                                                                    | AN/AAQ-13                                                                                     | GBU-10 B/C                                                                                    | AN/AAQ-14                                                                                     | GBU-10 B/C                                                                                    |                                                                                               | AIM-9M                                                                                        | Рез. гор.                                                                                     | AIM-9M                                                                                        |
| Средина{\displaystyle \ \rightarrow }                                                         |                                                                                               |                                                                                               |                                                                                               |                                                                                               |                                                                                               |                                                                                               |                                                                                               |                                                                                               |                                                                                               |                                                                                               |                                                                                               |                                                                                               |                                                                                               |
| Крај{\displaystyle \ \rightarrow }                                                            |                                                                                               |                                                                                               |                                                                                               |                                                                                               | GBU-10 B/C                                                                                    |                                                                                               |                                                                                               |                                                                                               | GBU-10 B/C                                                                                    |                                                                                               |                                                                                               |                                                                                               |                                                                                               |

| Пуковска опција 1 наоружања авиона F-15E Страјк игл, за лов ракетних система Р-11 (енгл. ). | Пуковска опција 1 наоружања авиона F-15E Страјк игл, за лов ракетних система Р-11 (енгл. ). | Пуковска опција 1 наоружања авиона F-15E Страјк игл, за лов ракетних система Р-11 (енгл. ). | Пуковска опција 1 наоружања авиона F-15E Страјк игл, за лов ракетних система Р-11 (енгл. ). | Пуковска опција 1 наоружања авиона F-15E Страјк игл, за лов ракетних система Р-11 (енгл. ). | Пуковска опција 1 наоружања авиона F-15E Страјк игл, за лов ракетних система Р-11 (енгл. ). | Пуковска опција 1 наоружања авиона F-15E Страјк игл, за лов ракетних система Р-11 (енгл. ). | Пуковска опција 1 наоружања авиона F-15E Страјк игл, за лов ракетних система Р-11 (енгл. ). | Пуковска опција 1 наоружања авиона F-15E Страјк игл, за лов ракетних система Р-11 (енгл. ). | Пуковска опција 1 наоружања авиона F-15E Страјк игл, за лов ракетних система Р-11 (енгл. ). | Пуковска опција 1 наоружања авиона F-15E Страјк игл, за лов ракетних система Р-11 (енгл. ). | Пуковска опција 1 наоружања авиона F-15E Страјк игл, за лов ракетних система Р-11 (енгл. ). | Пуковска опција 1 наоружања авиона F-15E Страјк игл, за лов ракетних система Р-11 (енгл. ). | Пуковска опција 1 наоружања авиона F-15E Страјк игл, за лов ракетних система Р-11 (енгл. ). |
| Део авиона{\displaystyle \ \rightarrow }                                                    | Крило                                                                                       | Крило                                                                                       | Крило                                                                                       | Рез. гор.                                                                                   | Труп                                                                                        | Усисник                                                                                     | „Стомак“                                                                                    | Усисник                                                                                     | Труп                                                                                        | Рез. гор.                                                                                   | Крило                                                                                       | Крило                                                                                       | Крило                                                                                       |
| ------------------------------------------------------------------------------------------- | ------------------------------------------------------------------------------------------- | ------------------------------------------------------------------------------------------- | ------------------------------------------------------------------------------------------- | ------------------------------------------------------------------------------------------- | ------------------------------------------------------------------------------------------- | ------------------------------------------------------------------------------------------- | ------------------------------------------------------------------------------------------- | ------------------------------------------------------------------------------------------- | ------------------------------------------------------------------------------------------- | ------------------------------------------------------------------------------------------- | ------------------------------------------------------------------------------------------- | ------------------------------------------------------------------------------------------- | ------------------------------------------------------------------------------------------- |
| {\displaystyle \ \downarrow }Место{\displaystyle \ \rightarrow }                            | Крај                                                                                        | Средина                                                                                     | Корен                                                                                       | Бок рез.                                                                                    | Дно                                                                                         | Испод                                                                                       | Испод                                                                                       | Испод                                                                                       | Дно                                                                                         | Бок рез.                                                                                    | Корен                                                                                       | Средина                                                                                     | Крај                                                                                        |
| Напред{\displaystyle \ \rightarrow }                                                        | AIM-9M                                                                                      | Рез. гор.                                                                                   | AIM-9M                                                                                      |                                                                                             | CBU-87/B                                                                                    | AN/AAQ-13                                                                                   |                                                                                             | AN/AAQ-14                                                                                   | CBU-87/B                                                                                    |                                                                                             | AIM-9M                                                                                      | Рез. гор.                                                                                   | AIM-9M                                                                                      |
| Средина{\displaystyle \ \rightarrow }                                                       |                                                                                             |                                                                                             |                                                                                             |                                                                                             |                                                                                             |                                                                                             |                                                                                             |                                                                                             |                                                                                             |                                                                                             |                                                                                             |                                                                                             |                                                                                             |
| Крај{\displaystyle \ \rightarrow }                                                          |                                                                                             |                                                                                             |                                                                                             |                                                                                             | CBU-87/B                                                                                    |                                                                                             |                                                                                             |                                                                                             | CBU-87/B                                                                                    |                                                                                             |                                                                                             |                                                                                             |                                                                                             |

| Пуковска опција 2 наоружања авиона F-15E Страјк игл, за лов ракетних система Р-11 (енгл. ). | Пуковска опција 2 наоружања авиона F-15E Страјк игл, за лов ракетних система Р-11 (енгл. ). | Пуковска опција 2 наоружања авиона F-15E Страјк игл, за лов ракетних система Р-11 (енгл. ). | Пуковска опција 2 наоружања авиона F-15E Страјк игл, за лов ракетних система Р-11 (енгл. ). | Пуковска опција 2 наоружања авиона F-15E Страјк игл, за лов ракетних система Р-11 (енгл. ). | Пуковска опција 2 наоружања авиона F-15E Страјк игл, за лов ракетних система Р-11 (енгл. ). | Пуковска опција 2 наоружања авиона F-15E Страјк игл, за лов ракетних система Р-11 (енгл. ). | Пуковска опција 2 наоружања авиона F-15E Страјк игл, за лов ракетних система Р-11 (енгл. ). | Пуковска опција 2 наоружања авиона F-15E Страјк игл, за лов ракетних система Р-11 (енгл. ). | Пуковска опција 2 наоружања авиона F-15E Страјк игл, за лов ракетних система Р-11 (енгл. ). | Пуковска опција 2 наоружања авиона F-15E Страјк игл, за лов ракетних система Р-11 (енгл. ). | Пуковска опција 2 наоружања авиона F-15E Страјк игл, за лов ракетних система Р-11 (енгл. ). | Пуковска опција 2 наоружања авиона F-15E Страјк игл, за лов ракетних система Р-11 (енгл. ). | Пуковска опција 2 наоружања авиона F-15E Страјк игл, за лов ракетних система Р-11 (енгл. ). |
| Део авиона{\displaystyle \ \rightarrow }                                                    | Крило                                                                                       | Крило                                                                                       | Крило                                                                                       | Рез. гор.                                                                                   | Труп                                                                                        | Усисник                                                                                     | „Стомак“                                                                                    | Усисник                                                                                     | Труп                                                                                        | Рез. гор.                                                                                   | Крило                                                                                       | Крило                                                                                       | Крило                                                                                       |
| ------------------------------------------------------------------------------------------- | ------------------------------------------------------------------------------------------- | ------------------------------------------------------------------------------------------- | ------------------------------------------------------------------------------------------- | ------------------------------------------------------------------------------------------- | ------------------------------------------------------------------------------------------- | ------------------------------------------------------------------------------------------- | ------------------------------------------------------------------------------------------- | ------------------------------------------------------------------------------------------- | ------------------------------------------------------------------------------------------- | ------------------------------------------------------------------------------------------- | ------------------------------------------------------------------------------------------- | ------------------------------------------------------------------------------------------- | ------------------------------------------------------------------------------------------- |
| {\displaystyle \ \downarrow }Место{\displaystyle \ \rightarrow }                            | Крај                                                                                        | Средина                                                                                     | Корен                                                                                       | Бок рез.                                                                                    | Дно                                                                                         | Испод                                                                                       | Испод                                                                                       | Испод                                                                                       | Дно                                                                                         | Бок рез.                                                                                    | Корен                                                                                       | Средина                                                                                     | Крај                                                                                        |
| Напред{\displaystyle \ \rightarrow }                                                        | AIM-9M                                                                                      | Рез. гор.                                                                                   | AIM-9M                                                                                      | MK.82 LDGP                                                                                  | MK.82 LDGP                                                                                  | AN/AAQ-13                                                                                   |                                                                                             | AN/AAQ-14                                                                                   | MK.82 LDGP                                                                                  | MK.82 LDGP                                                                                  | AIM-9M                                                                                      | Рез. гор.                                                                                   | AIM-9M                                                                                      |
| Средина{\displaystyle \ \rightarrow }                                                       |                                                                                             |                                                                                             |                                                                                             | MK.82 LDGP                                                                                  | MK.82 LDGP                                                                                  |                                                                                             |                                                                                             |                                                                                             | MK.82 LDGP                                                                                  | MK.82 LDGP                                                                                  |                                                                                             |                                                                                             |                                                                                             |
| Крај{\displaystyle \ \rightarrow }                                                          |                                                                                             |                                                                                             |                                                                                             | MK.82 LDGP                                                                                  | MK.82 LDGP                                                                                  |                                                                                             |                                                                                             |                                                                                             | MK.82 LDGP                                                                                  | MK.82 LDGP                                                                                  |                                                                                             |                                                                                             |                                                                                             |

| Нетипична опција наоружања авиона F-15E Страјк игл, у почетном делу рата. | Нетипична опција наоружања авиона F-15E Страјк игл, у почетном делу рата. | Нетипична опција наоружања авиона F-15E Страјк игл, у почетном делу рата. | Нетипична опција наоружања авиона F-15E Страјк игл, у почетном делу рата. | Нетипична опција наоружања авиона F-15E Страјк игл, у почетном делу рата. | Нетипична опција наоружања авиона F-15E Страјк игл, у почетном делу рата. | Нетипична опција наоружања авиона F-15E Страјк игл, у почетном делу рата. | Нетипична опција наоружања авиона F-15E Страјк игл, у почетном делу рата. | Нетипична опција наоружања авиона F-15E Страјк игл, у почетном делу рата. | Нетипична опција наоружања авиона F-15E Страјк игл, у почетном делу рата. | Нетипична опција наоружања авиона F-15E Страјк игл, у почетном делу рата. | Нетипична опција наоружања авиона F-15E Страјк игл, у почетном делу рата. | Нетипична опција наоружања авиона F-15E Страјк игл, у почетном делу рата. | Нетипична опција наоружања авиона F-15E Страјк игл, у почетном делу рата. |
| Део авиона{\displaystyle \ \rightarrow }                                  | Крило                                                                     | Крило                                                                     | Крило                                                                     | Рез. гор.                                                                 | Труп                                                                      | Усисник                                                                   | „Стомак“                                                                  | Усисник                                                                   | Труп                                                                      | Рез. гор.                                                                 | Крило                                                                     | Крило                                                                     | Крило                                                                     |
| ------------------------------------------------------------------------- | ------------------------------------------------------------------------- | ------------------------------------------------------------------------- | ------------------------------------------------------------------------- | ------------------------------------------------------------------------- | ------------------------------------------------------------------------- | ------------------------------------------------------------------------- | ------------------------------------------------------------------------- | ------------------------------------------------------------------------- | ------------------------------------------------------------------------- | ------------------------------------------------------------------------- | ------------------------------------------------------------------------- | ------------------------------------------------------------------------- | ------------------------------------------------------------------------- |
| {\displaystyle \ \downarrow }Место{\displaystyle \ \rightarrow }          | Крај                                                                      | Средина                                                                   | Корен                                                                     | Бок рез.                                                                  | Дно                                                                       | Испод                                                                     | Испод                                                                     | Испод                                                                     | Дно                                                                       | Бок рез.                                                                  | Корен                                                                     | Средина                                                                   | Крај                                                                      |
| Напред{\displaystyle \ \rightarrow }                                      | AIM-9M                                                                    | Рез. гор.                                                                 |                                                                           |                                                                           | Mk.20                                                                     | AN/AAQ-13                                                                 |                                                                           | AN/AAQ-14                                                                 | AIM-7 F/M                                                                 |                                                                           |                                                                           | Рез. гор.                                                                 | AIM-9M                                                                    |
| Средина{\displaystyle \ \rightarrow }                                     |                                                                           |                                                                           |                                                                           |                                                                           | Mk.20                                                                     |                                                                           |                                                                           |                                                                           |                                                                           |                                                                           |                                                                           |                                                                           |                                                                           |
| Крај{\displaystyle \ \rightarrow }                                        |                                                                           |                                                                           |                                                                           |                                                                           | Mk.20                                                                     |                                                                           |                                                                           |                                                                           | AIM-7 F/M                                                                 |                                                                           |                                                                           |                                                                           |                                                                           |

| „Лидер“ комбинација наоружања авиона F-15E Страјк игл, за противоклопну борбу. | „Лидер“ комбинација наоружања авиона F-15E Страјк игл, за противоклопну борбу. | „Лидер“ комбинација наоружања авиона F-15E Страјк игл, за противоклопну борбу. | „Лидер“ комбинација наоружања авиона F-15E Страјк игл, за противоклопну борбу. | „Лидер“ комбинација наоружања авиона F-15E Страјк игл, за противоклопну борбу. | „Лидер“ комбинација наоружања авиона F-15E Страјк игл, за противоклопну борбу. | „Лидер“ комбинација наоружања авиона F-15E Страјк игл, за противоклопну борбу. | „Лидер“ комбинација наоружања авиона F-15E Страјк игл, за противоклопну борбу. | „Лидер“ комбинација наоружања авиона F-15E Страјк игл, за противоклопну борбу. | „Лидер“ комбинација наоружања авиона F-15E Страјк игл, за противоклопну борбу. | „Лидер“ комбинација наоружања авиона F-15E Страјк игл, за противоклопну борбу. | „Лидер“ комбинација наоружања авиона F-15E Страјк игл, за противоклопну борбу. | „Лидер“ комбинација наоружања авиона F-15E Страјк игл, за противоклопну борбу. | „Лидер“ комбинација наоружања авиона F-15E Страјк игл, за противоклопну борбу. |
| Део авиона{\displaystyle \ \rightarrow }                                       | Крило                                                                          | Крило                                                                          | Крило                                                                          | Рез. гор.                                                                      | Труп                                                                           | Усисник                                                                        | „Стомак“                                                                       | Усисник                                                                        | Труп                                                                           | Рез. гор.                                                                      | Крило                                                                          | Крило                                                                          | Крило                                                                          |
| ------------------------------------------------------------------------------ | ------------------------------------------------------------------------------ | ------------------------------------------------------------------------------ | ------------------------------------------------------------------------------ | ------------------------------------------------------------------------------ | ------------------------------------------------------------------------------ | ------------------------------------------------------------------------------ | ------------------------------------------------------------------------------ | ------------------------------------------------------------------------------ | ------------------------------------------------------------------------------ | ------------------------------------------------------------------------------ | ------------------------------------------------------------------------------ | ------------------------------------------------------------------------------ | ------------------------------------------------------------------------------ |
| {\displaystyle \ \downarrow }Место{\displaystyle \ \rightarrow }               | Крај                                                                           | Средина                                                                        | Корен                                                                          | Бок рез.                                                                       | Дно                                                                            | Испод                                                                          | Испод                                                                          | Испод                                                                          | Дно                                                                            | Бок рез.                                                                       | Корен                                                                          | Средина                                                                        | Крај                                                                           |
| Напред{\displaystyle \ \rightarrow }                                           | AIM-9M                                                                         | Рез. гор.                                                                      | AIM-9M                                                                         | GBU-12 B/B                                                                     |                                                                                | AN/AAQ-13                                                                      |                                                                                | AN/AAQ-14                                                                      |                                                                                | GBU-12 B/B                                                                     | AIM-9M                                                                         | Рез. гор.                                                                      | AIM-9M                                                                         |
| Средина{\displaystyle \ \rightarrow }                                          |                                                                                |                                                                                |                                                                                |                                                                                |                                                                                |                                                                                |                                                                                |                                                                                |                                                                                |                                                                                |                                                                                |                                                                                |                                                                                |
| Крај{\displaystyle \ \rightarrow }                                             |                                                                                |                                                                                |                                                                                | GBU-12 B/B                                                                     |                                                                                |                                                                                |                                                                                |                                                                                |                                                                                | GBU-12 B/B                                                                     |                                                                                |                                                                                |                                                                                |

| Пуковска опција наоружања авиона F-15E Страјк игл, за противоклопну борбу. | Пуковска опција наоружања авиона F-15E Страјк игл, за противоклопну борбу. | Пуковска опција наоружања авиона F-15E Страјк игл, за противоклопну борбу. | Пуковска опција наоружања авиона F-15E Страјк игл, за противоклопну борбу. | Пуковска опција наоружања авиона F-15E Страјк игл, за противоклопну борбу. | Пуковска опција наоружања авиона F-15E Страјк игл, за противоклопну борбу. | Пуковска опција наоружања авиона F-15E Страјк игл, за противоклопну борбу. | Пуковска опција наоружања авиона F-15E Страјк игл, за противоклопну борбу. | Пуковска опција наоружања авиона F-15E Страјк игл, за противоклопну борбу. | Пуковска опција наоружања авиона F-15E Страјк игл, за противоклопну борбу. | Пуковска опција наоружања авиона F-15E Страјк игл, за противоклопну борбу. | Пуковска опција наоружања авиона F-15E Страјк игл, за противоклопну борбу. | Пуковска опција наоружања авиона F-15E Страјк игл, за противоклопну борбу. | Пуковска опција наоружања авиона F-15E Страјк игл, за противоклопну борбу. |
| Део авиона{\displaystyle \ \rightarrow }                                   | Крило                                                                      | Крило                                                                      | Крило                                                                      | Рез. гор.                                                                  | Труп                                                                       | Усисник                                                                    | „Стомак“                                                                   | Усисник                                                                    | Труп                                                                       | Рез. гор.                                                                  | Крило                                                                      | Крило                                                                      | Крило                                                                      |
| -------------------------------------------------------------------------- | -------------------------------------------------------------------------- | -------------------------------------------------------------------------- | -------------------------------------------------------------------------- | -------------------------------------------------------------------------- | -------------------------------------------------------------------------- | -------------------------------------------------------------------------- | -------------------------------------------------------------------------- | -------------------------------------------------------------------------- | -------------------------------------------------------------------------- | -------------------------------------------------------------------------- | -------------------------------------------------------------------------- | -------------------------------------------------------------------------- | -------------------------------------------------------------------------- |
| {\displaystyle \ \downarrow }Место{\displaystyle \ \rightarrow }           | Крај                                                                       | Средина                                                                    | Корен                                                                      | Бок рез.                                                                   | Дно                                                                        | Испод                                                                      | Испод                                                                      | Испод                                                                      | Дно                                                                        | Бок рез.                                                                   | Корен                                                                      | Средина                                                                    | Крај                                                                       |
| Предње{\displaystyle \ \rightarrow }                                       | AIM-9M                                                                     | Рез. гор.                                                                  | AIM-9M                                                                     | GBU-12 B/B                                                                 | GBU-12 B/B                                                                 | AN/AAQ-13                                                                  |                                                                            | AN/AAQ-14                                                                  | GBU-12 B/B                                                                 | GBU-12 B/B                                                                 | AIM-9M                                                                     | Рез. гор.                                                                  | AIM-9M                                                                     |
| Средина{\displaystyle \ \rightarrow }                                      |                                                                            |                                                                            |                                                                            |                                                                            |                                                                            |                                                                            |                                                                            |                                                                            |                                                                            |                                                                            |                                                                            |                                                                            |                                                                            |
| Крај{\displaystyle \ \rightarrow }                                         |                                                                            |                                                                            |                                                                            | GBU-12 B/B                                                                 | GBU-12 B/B                                                                 |                                                                            |                                                                            |                                                                            | GBU-12 B/B                                                                 | GBU-12 B/B                                                                 |                                                                            |                                                                            |                                                                            |